# Barnea
Barnea) is een geslacht van tweekleppigen behorend tot de familie Pholadidae (boormossels).

## Soorten
- Barnea alfredensis (Bartsch, 1915)
- Barnea australasiae (G.B. Sowerby II, 1849)
- Barnea birmanica (Philippi, 1849)
- Barnea candida (Linnaeus, 1758) Witte boormossel
- Barnea davidi (Deshayes, 1874)
- Barnea dilatata (Souleyet, 1843)
- Barnea fragilis (G.B. Sowerby II, 1849)
- Barnea japonica (Yokoyama, 1920)
- Barnea lamellosa (d'Orbigny, 1841)
- Barnea manilensis (Philippi, 1847)
- Barnea obturamentum (Hedley, 1893)
- Barnea parva (Pennant, 1777) Kleine boormossel
- Barnea similis (Gray, 1835)
- Barnea subtruncata (G. B. Sowerby I, 1834)
- Barnea truncata (Say, 1822)